# Ordine dell'Impero Britannico
L'Eccellentissimo Ordine dell'Impero Britannico, anche Ordine dell'Impero Britannico (in inglese The Most Excellent Order of the British Empire, abbreviato in OBE) è un ordine cavalleresco istituito da re Giorgio V il 4 giugno 1917 e costituisce una delle onorificenze più importanti del Regno Unito.

## Storia
Nel novembre del 1915, quando la Gran Bretagna combatteva la Prima guerra mondiale, emersero alcune discussioni sull'introduzione di una nuova onorificenza per riconoscere il popolo britannico per "atti eroici compiuti durante il conflitto". L'intera nazione partecipò allo sforzo bellico e sia Buckingham Palace che il governo ritenevano che ciò dovesse essere riconosciuto: Sir Frederick Ponsonby, segretario privato di Giorgio V, osservò che il Regno Unito era l'unico paese europeo a non avere alcuna onorificenza specifica per i servizi resi alla letteratura, alla scienza e alle arti. Chi non era parte del servizio pubblico o dell'esercito aveva poche o nessuna possibilità di essere riconosciuto: gli ordini della Giarrettiera, del Cardo e di San Patrizio erano concessi a membri della casa reali, pari (ovvero nobili), statisti ed illustri comandanti militari. L'Ordine del Bagno onorava alti ufficiali militari e funzionari pubblici, quello di San Michele e San Giorgio invece i diplomatici e funzionari coloniali. Gli ordini della Stella d'India e dell'Impero Indiano erano concessi ai sovrani indiani ed ai funzionari britannici ed indiani dell'India britannica. Infine l'Ordine reale vittoriano era dono personale del monarca a coloro che avevano servito personalmente la casa reale.

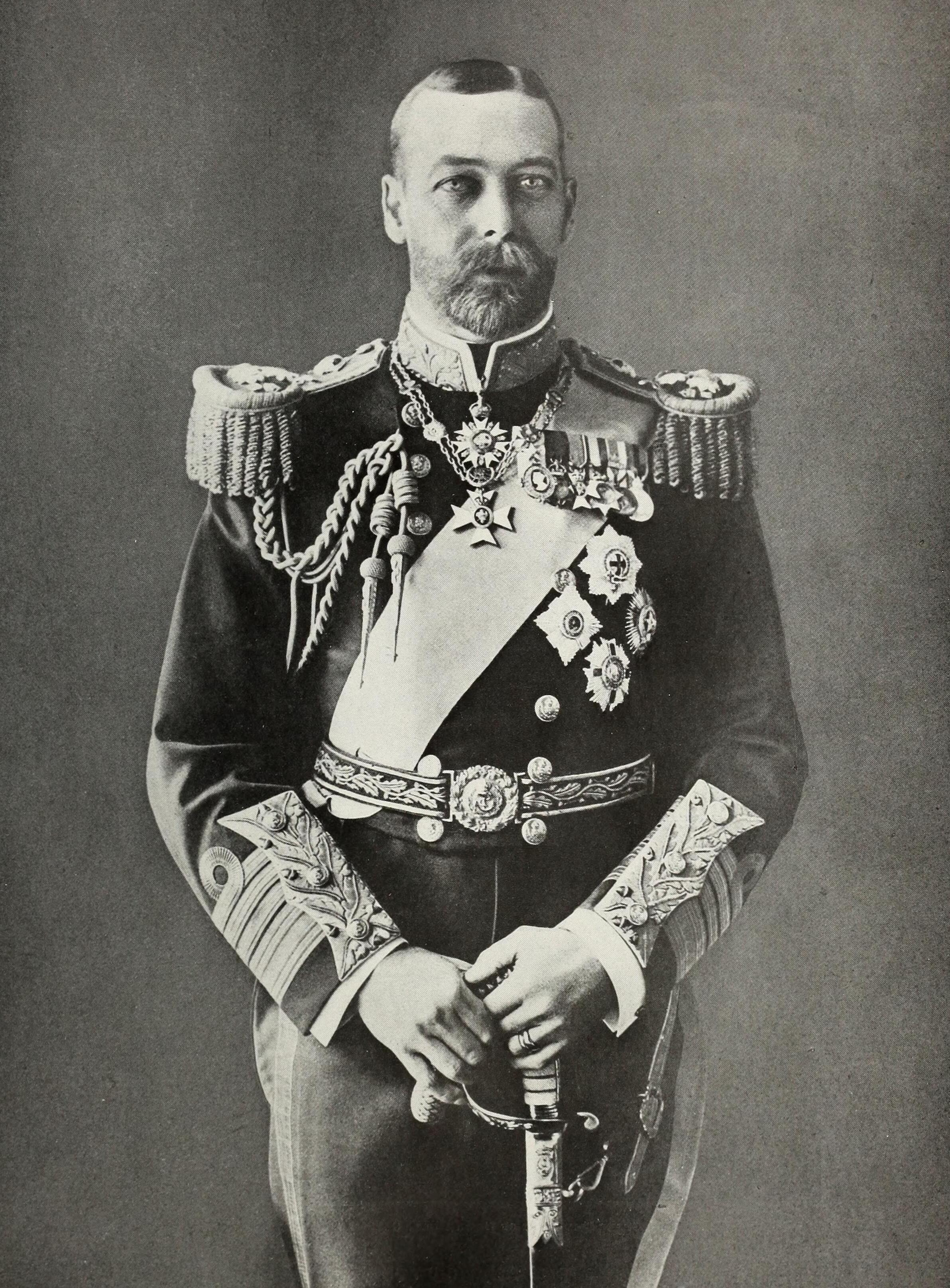
Giorgio V del Regno Unito nel 1917.

Le prime discussioni portarono alla formazione di un comitato che includeva rappresentanti dei ministeri e del Palazzo, nonché il neo-nominato Segretario della Cancelleria Centrale degli Ordini Cavallereschi, Sir Douglas Dawson. Il risultato fu la fondazione di un ordine a cinque classi aperto a tutti, comprese le donne, rendendolo il primo ordine cavalleresco del Regno Unito a farlo. Essendo un nuovo ordine, era necessario progettare nuove insegne: il comitato si avvalse dei servizi di Miss Elinor Halle, una rinomata medaglista che aveva disegnato numerose medaglie straniere e il cui lavoro era noto a Giorgio V. Anche il principe Luigi di Battenberg, alto ufficiale della Royal Navy e marito della prima cugina del sovrano, Vittoria d'Assia, fu arruolato per contribuire alla creazione dell'estetica del nuovo ordine. Il colore dei nastri dell'ordine fu oggetto di dibattito e suscitò diverse proposte: sia Dawson che Battenberg suggerirono un viola "reale e imperiale", mentre la regina Maria, consorte di Giorgio V, suggerì la combinazione di rosa e grigio, una delle sue preferite. Il re decise che il viola sarebbe stato il colore dell'ordine ed il design delle insegne fu confermato, includendo il motto dell'ordine "For God and the Empire" ("Per Dio e l'Impero").
Il 4 giugno 1917 venne così istituito l'Eccellentissimo Ordine dell'Impero Britannico (The Most Excellent Order of the British Empire, in inglese, abbreviato in OBE), il cui primo Sovrano fu Giorgio V mentre il primo Gran Maestro fu Edoardo, principe di Galles che ricoprì la carica fino alla sua ascesa al trono, il 20 gennaio 1936. Il nuovo sovrano Edoardo VIII nominò quale secondo gran maestro la madre, la regina Mary, che decise rivedere il colore delle insegne dell'ordine, passando dal viola al rosa e grigio. Con la morte della regina Maria nel 1953, Elisabetta II, sul trono dal febbraio 1952, nominò il marito Filippo, duca di Edimburgo quale Gran Maestro, che ricoprì tale carica fino alla sua morte avvenuta nel 2021. Dopo la sua ascesa al trono, re Carlo III nominò la moglie, la regina Camilla, Gran Maestro dell'Ordine dell'Impero Britannico. Col tempo, in particolare durante il regno di Elisabetta II (1952 - 2022), l'ordine ha acquisito una nuova notorietà, ottenendo la funzione di premiare coloro che abbiano dato prestigio al Regno Unito e al Commonwealth in ambito artistico, culturale, sportivo, economico, scientifico ed educativo, e molti personaggi famosi ne sono stati insigniti. Le liste dei nominativi erano pubblicate di volta in volta dalla The London Gazette.

## Classi

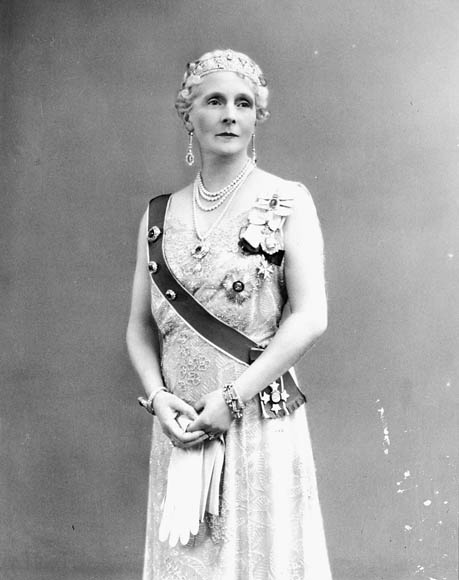
Alice di Albany, Dama di Gran Croce.

L'Ordine dell'Impero Britannico è composto da cinque classi, a loro volta divise in civili e militari. In ordine decrescente di rango, le classi sono:
1. Cavaliere (o Dama) di Gran Croce (GBE, Knight - or Dame - Grand Cross of the Order of the British Empire);
2. Cavaliere (o Dama) Commendatore (KBE or DBE, Knight - or Dame - Commander of the Order of the British Empire);
3. Commendatore (CBE, Commander of the Order of the British Empire);
4. Ufficiale (OBE, Officer of the Order of the British Empire);
5. Membro (MBE, Member of the Order of the British Empire).

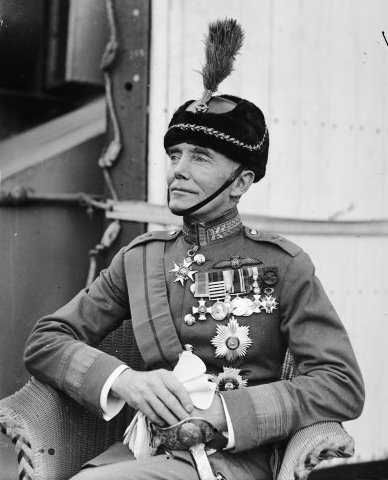
Philip Game con il nastro di Gran Croce con i colori viola e rosso, divisione militare.

Le due classi più elevate comportano l'ammissione nella Cavalleria, il rango di Cavaliere e il titolo di Sir o Dame. Essendo il primo ordine britannico aperto alle donne, il Comitato, che ne aveva pensato l'istituzione, valutò attentamente il titolo da conferire alle donne ai due livelli più alti del Cavalierato, equivalente al titolo di "Sir". Nel settembre del 1917, Giorgio V aveva approvato che le donne fossero chiamate "Dame", seguito dal loro nome di battesimo, rispecchiando quello del titolo di Sir. Questo sarebbe stato successivamente adottato da altri Ordini Cavallereschi con l'inclusione delle donne nell'ordine. Alla sua fondazione, l'ordine consisteva in un'unica divisione civile, tuttavia, in seguito fu apportata una rapida modifica per dividerlo in due divisioni, civile e militare, consentendo un più ampio spettro di onorificenze per coloro che erano in prima linea e per coloro che sostenevano lo sforzo bellico in patria. Il motto dell'ordine è: «For God and the Empire» (lett. "Per Dio e per l'Impero"). Dopo l'istituzione dell'ordine, fu introdotta una medaglia associata che sarebbe poi stata chiamata "Medaglia dell'Impero Britannico"; Sir Frederick Ponsonby promosse la necessità di una medaglia per premiare "il tipo di grinta e determinazione a livello di fabbrica che fu importante durante lo sforzo bellico". La medaglia fu utilizzata per concentrarsi in particolare sulle fabbriche di munizioni. Tra il 1917 e il 1923 furono assegnate circa 2.014 medaglie per il valore civile a coloro che avevano compiuto "atti di grande coraggio o abnegazione". A causa dell'elevato numero di destinatari e della preoccupazione per il costo del viaggio a Londra, nel novembre del 1918 re Giorgio V decise che la medaglia sarebbe stata presentata a suo nome dal Lord Luogotenente in ciascuna contea interessata. Dopo la fine della Grande guerra, la medaglia subì diverse revisioni e furono apportati aggiornamenti agli Statuti dell'ordine. Nel 1993 il Governo decise di interrompere il conferimento della medaglia e da allora in poi cessò di essere assegnata nel Regno Unito. Solo circa vent'anni dopo, nel 2012, il Governo riesaminò la necessità della Medaglia dell'Impero Britannico, che venne reintegrata come parte del sistema onorifico e dell'Ordine dell'Impero Britannico.

### 1937 - attuale
|          |           |              |                        |                         |
| Medaglie |           |              |                        |                         |
|          |           |              |                        |                         |
| Nastri   |           |              |                        |                         |
| Membro   | Ufficiale | Commendatore | Cavaliere Commendatore | Cavaliere di Gran Croce |

### 1917 - 1937
| Medaglie | Medaglie  | Medaglie     | Medaglie               | Medaglie                |
| -------- | --------- | ------------ | ---------------------- | ----------------------- |
|          |           |              |                        |                         |
| Nastri   |           |              |                        |                         |
| Membro   | Ufficiale | Commendatore | Cavaliere Commendatore | Cavaliere di Gran Croce |

## Composizione

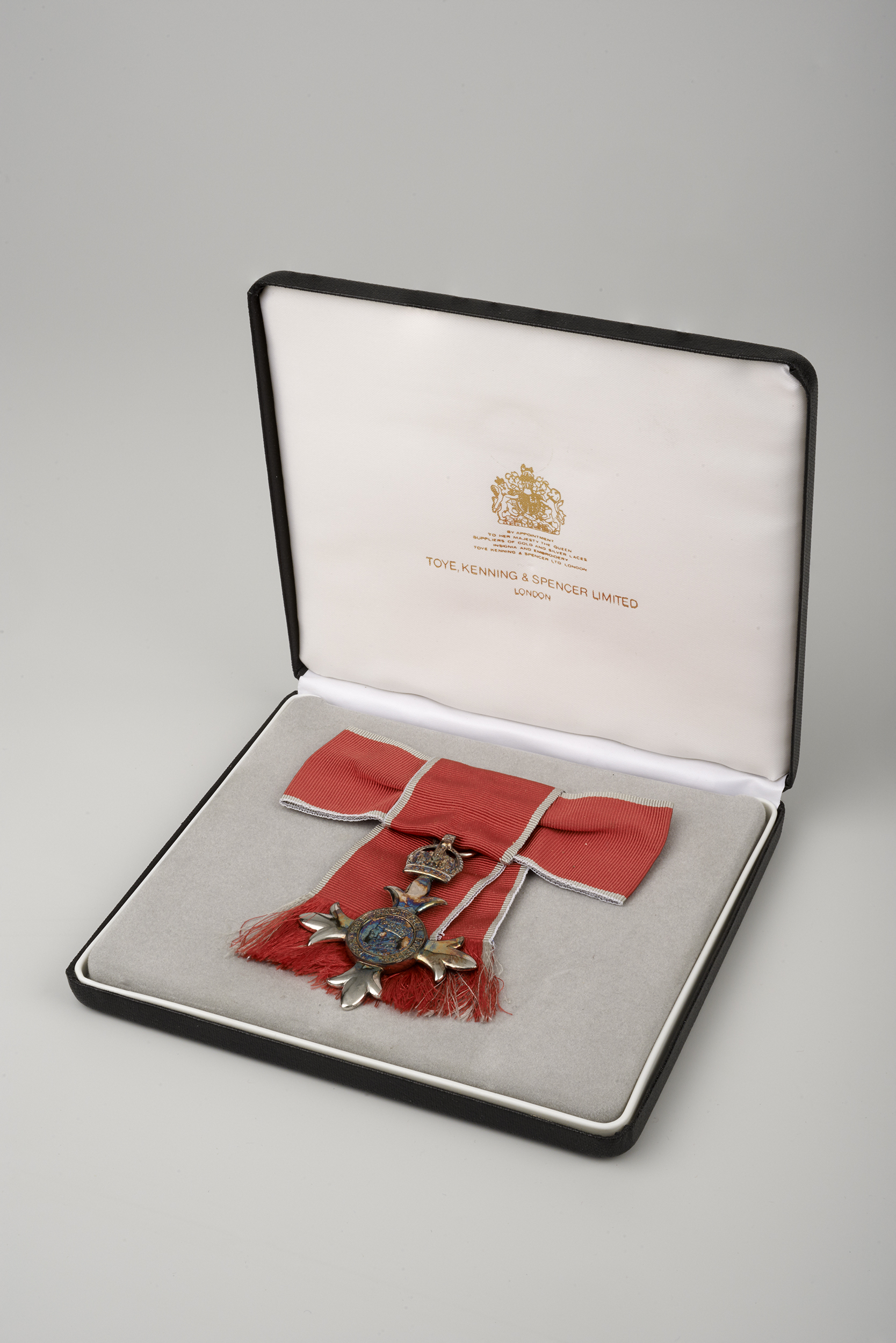
Medaglia di Membro dell'Ordine; le donne usano indossare la medaglia su di un fiocco che portano sulla spalla sinistra.

L'ordine è limitato a 300 Cavalieri e Dame di Gran Croce, 845 Cavalieri e Dame Commendatori e 8.960 Commendatori. Non vi sono limiti al numero totale di membri di quarta e quinta classe, ma non possono essere nominati più di 858 ufficiali e 1.464 membri all'anno. I nominati stranieri, in qualità di membri onorari, non contribuiscono al numero limitato di membri dell'ordine come fanno i membri effettivi. Sebbene l'Ordine dell'Impero Britannico abbia di gran lunga il più alto numero di membri tra gli ordini cavallereschi britannici, con oltre 100.000 membri viventi in tutto il mondo, le nomine a cavalierato sono meno numerose rispetto ad altri ordini. La maggior parte dei membri dell'ordine sono cittadini del Regno Unito o di altri regni del Commonwealth che utilizzano il sistema britannico di onorificenze e premi. Inoltre, onorificenze onorarie possono essere conferite a cittadini di nazioni in cui il monarca non è capo di stato; queste consentono l'uso di lettere post-nominali, ma non il titolo di Sir o Dame. I nominati onorari che in seguito diventano cittadini di un regno del Commonwealth possono convertire la loro nomina da onoraria a sostanziale, e quindi godono di tutti i privilegi di appartenenza all'ordine, incluso l'uso del titolo di Sir e Dame per i due ranghi più alti dell'Ordine. Un esempio di quest'ultimo è il conduttore televisivo irlandese Terry Wogan, nominato Cavaliere Commendatore onorario dell'Ordine nel 2005 e, dopo aver ottenuto la cittadinanza britannica, detenuta insieme alla cittadinanza irlandese, è stato nominato membro sostanziale e successivamente nominato Sir Terry Wogan. 

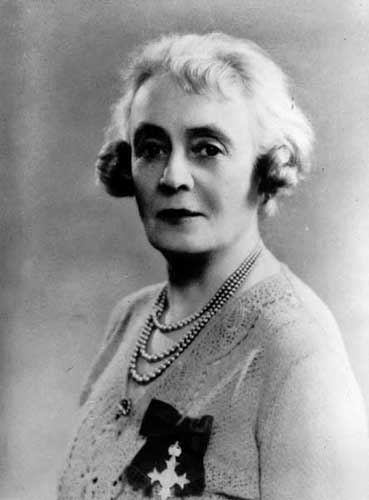
La Dama dell'ordine Bessie Rischbieth.

Sebbene inizialmente inteso a riconoscere il servizio meritorio, l'ordine iniziò ad essere conferito anche per il coraggio; durante la Seconda guerra mondiale, si verificò un aumento dei casi per il personale di servizio e i civili, tra cui la marina mercantile, la polizia, i servizi di emergenza e la protezione civile, per lo più MBE ma con un piccolo numero di OBE e CBE. Tali onorificenze erano per il coraggio che non raggiungeva lo standard della George Medal (anche se, come nomine a un ordine di cavalleria, erano elencate prima di essa nell'Order of Wear). A differenza delle onorificenze per servizio meritorio, che di solito compaiono senza citazione, c'erano spesso citazioni per i premi al coraggio, alcune dettagliate e grafiche. Dal 14 gennaio 1958, queste onorificenze furono designate come Comandante, Ufficiale o Membro dell'Ordine dell'Impero Britannico per il Coraggio. Chiunque venga nominato membro dell'Ordine dell'Impero Britannico per il coraggio dopo il 1958 indossa un emblema raffigurante due foglie di quercia argentate incrociate sullo stesso nastro del distintivo, con una versione in miniatura sulla barra del nastro quando indossato da solo. Quando viene indossato solo il nastro, l'emblema è indossato in miniatura. Non potendo essere conferito postumo, fu sostituito nel 1974 dalla Queen's Gallantry Medal (QGM). Se i destinatari dell'Ordine dell'Impero Britannico per il coraggio ricevevano una promozione all'interno dell'ordine, per coraggio o altro, continuavano a indossare anche le insegne del grado inferiore con le foglie di quercia; tuttavia, usavano solo le lettere post-nominali del grado superiore.

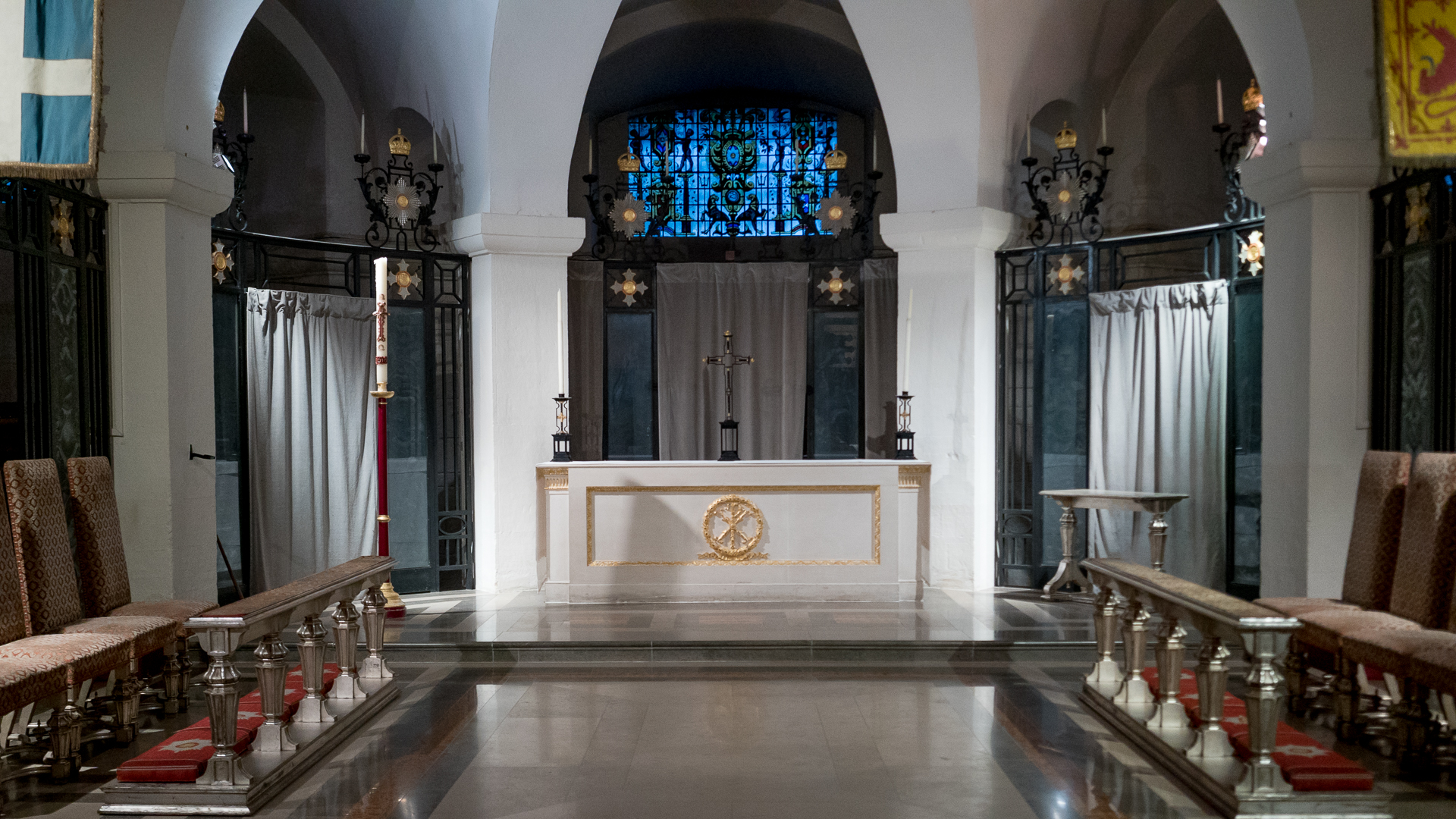
La Cappella dell'Ordine a San Paolo.

La Cappella dell'Ordine dell'Impero Britannico si trova nella Cattedrale di San Paolo, a Londra; al tempo della fondazione, tra le proposte per la collocazione della cappella dell'ordine, figuravano le cattedrali di Liverpool, di York, di Southwark e di Santa Margherita, a Westminster. Furono consultati degli architetti e si stilarono dei progetti, tuttavia, con lo scoppio della Seconda guerra mondiale, la progettazione fu sospesa. Solo nel 1957 fu presa la decisione, approvata dalla regina Elisabetta II in qualità di Sovrana dell'Ordine, di istituire la cappella dell'ordine nella Cattedrale di San Paolo, a Londra: la preesistente Cappella di St. Faiths, situata nella cripta di San Paolo, fu dedicata all'ordine e da allora in poi conosciuta anche come "Chapel of the Order of the British Empire" (Cappella dell'Ordine dell'Impero Britannico). La cappella fu dedicata all'ordine durante una cerimonia che ebbe luogo dopo il completamento dei restauri del luogo stesso, il 20 maggio 1960, e da allora, l'ordine ha mantenuto uno stretto rapporto con la Cattedrale di San Paolo. Con l'inclusione della cappella nell'ordine, si decise che il decano della Cattedrale di San Paolo sarebbe stato nominato Ufficiale, in qualità di Decano dell'Ordine.
Solo il monarca può annullare un'onorificenza, sulla base delle raccomandazioni del Comitato per la Decadenza delle Onorificenze, che valuta casi come condanne penali o azioni che screditano il sistema delle onorificenze. Un individuo può rinunciare simbolicamente alla propria onorificenza restituendo l'onorificenza a Buckingham Palace e cessando di fare riferimento al proprio titolo. Tuttavia, l'onorificenza rimane ufficialmente detenuta a meno che non venga formalmente annullata dal monarca. Ad esempio, John Lennon restituì la sua onorificenza di MBE nel 1969 come forma di protesta, ma l'onorificenza non fu formalmente annullata e rimase ufficialmente in vigore.

## Vesti e medaglie

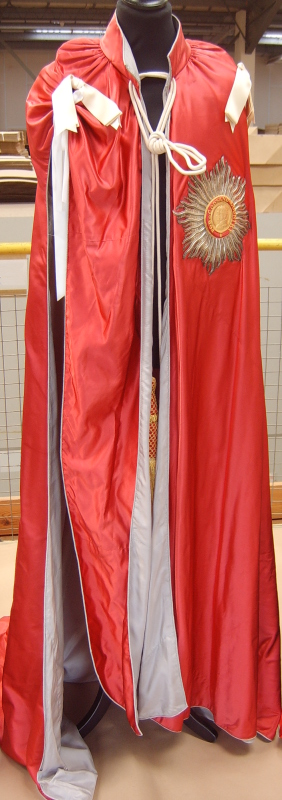
Mantello dell'Eccellentissimo Ordine.

I membri dell'Ordine vestono costumi elaborati nelle occasioni importanti (come nella cerimonia solenne ogni quattro anni, oppure nelle incoronazioni dei monarchi), che variano a seconda del rango:
- Il mantello, indossato solo dai cavalieri e dalle dame di gran croce, era originariamente realizzato di satin giallo rivestito di seta blu, mentre oggi è realizzato in satin rosa rivestito di seta grigio-perla. Sul lato sinistro ha una rappresentazione della stella a placca realizzata a ricamo.
- Nel 1929, per allineare l'ordine agli altri ordini cavallereschi, i membri della prima classe (GBE) ricevettero mantelli, cappelli e collari. Il mantello è di raso rosa foderato di seta grigio perla (prima del 1937 era di raso viola). Sul lato sinistro è raffigurata la stella dell'ordine (come illustrato di seguito). Inizialmente, insieme al mantello veniva fornito anche un cappello piumato viola; nel 1937 il colore del cappello fu cambiato in nero. Il collare è d'oro. È composto da sei medaglioni raffiguranti lo stemma reale, alternati a sei medaglioni raffiguranti la cifra reale e imperiale di Giorgio V (GRI, acronimo di "Georgius Rex Imperator"). I medaglioni sono collegati da cavi d'oro raffiguranti "leoni marini" e corone. Quando si indossano i collari, il distintivo è appeso al colletto. Solo i Cavalieri e le Dame di Gran Croce indossano questi elaborati paramenti; il cappello viene indossato raramente, se non mai. L'uso del mantello è limitato alle occasioni importanti (come le funzioni quadriennali e le incoronazioni). Il mantello viene sempre indossato con il colletto. Sebbene il mantello sia stato introdotto nel 1929, pochissimi mantelli sarebbero stati prodotti prima delle modifiche di design del 1937, poiché negli anni successivi furono poche le occasioni per indossarli[14][15].
- In determinati giorni designati dal sovrano, noti come "giorni del collare", i membri che partecipano a eventi formali possono indossare il collare dell'ordine sopra la loro uniforme militare, l'abito da giorno formale, l'abito da sera o le vesti di ufficio. I collari vengono restituiti alla morte dei proprietari, ma altre insegne possono essere conservate. I sei membri dell'ordine che ricoprono cariche ufficiali indossano mantelli di seta grigio perla foderati di raso rosa, con sul lato destro uno scudo viola decorato con il medaglione del distintivo. Ciascuno di questi incaricati indossa un distintivo unico, appeso a una catena d'oro portata al collo[16].

Nelle occasioni di minore importanza, vengono utilizzate insegne più semplici:
- La medaglia, consiste in una croce gigliata in metallo, coronata dalla corona imperiale, al cui centro si trova un medaglione circolare che riporta i profili coronati di re Giorgio V e della regina Mary, tuttavia fino al 1937 l'insegna riportava al centro la raffigurazione allegorica della Britannia. Attorno ai volti si trova un anello a sbalzo riportante il motto dell'ordine: for god and the empire.
- Dal 1917 al 1937, il distintivo dell'ordine veniva appeso ad un nastro viola, con una striscia centrale rossa aggiunta per la divisione militare nel 1918. Dal 1937, il nastro è rosa con bordi grigio perla (con l'aggiunta di una striscia centrale grigio perla per la divisione militare). Cavalieri e Dame di Gran Croce lo indossano su un ampio nastro o fascia, che passa dalla spalla destra al fianco sinistro. Cavalieri Commendatori e Comandanti maschi indossano il distintivo appeso a un nastro intorno al collo, mentre Ufficiali e Membri maschi indossano il distintivo appeso a un nastro sul petto sinistro; le donne insignite, diverse dalle Dame di Gran Croce (a meno che non in uniforme militare), normalmente lo indossano appeso a un fiocco sulla spalla sinistra.
- I Cavalieri e le Dame di Gran Croce indossano una stella ovale a otto punte, appuntata sul lato sinistro del petto; i Cavalieri e le Dame di Commendatore indossano una stella più piccola composta da "quattro punte uguali e quattro minori". La stella non è indossata dalle classi inferiori. Prima del 1937, ogni stella aveva al centro un medaglione d'oro con l'immagine della Britannia, circondato da un cerchietto cremisi con inciso il motto dell'ordine ("Per Dio e l'Impero"); dal 1937, all'interno del cerchietto sono raffigurate le effigi dei sovrani Giorgio V e Maria[17].
- La British Empire Medal, realizzata in argento, presenta sul diritto l'immagine della Britannia circondata dal motto «FOR MERITORIOUS SERVICE», mentre sul retro presenta le cifre reali di Giorgio V e le parole «INSTITUTED BY KING GEORGE V». Il nome del ricevente è inciso sul bordo.

Una spilla da bavero da indossare ogni giorno è stata annunciata per la prima volta alla fine di dicembre 2006 ed è disponibile per i destinatari di tutti i livelli dell'ordine, così come per i detentori della Medaglia dell'Impero Britannico. Il design della spilla non è esclusivo di alcun livello. La spilla presenta il distintivo dell'ordine, racchiuso in un cerchio di nastro dei suoi colori rosa e grigio. Le spille da bavero devono essere acquistate separatamente dai membri dell'ordine. La creazione di una tale spilla è stata raccomandata nella revisione del sistema di onorificenze di Sir Hayden Phillips nel 2004.

## Critiche
L'ordine ha portato anche a delle critiche nel corso degli anni per la sua connessione all'ideale dell'Impero britannico: Benjamin Zephaniah, poeta britannico di origine giamaicana, ha pubblicamente rifiutato l'onorificenza di Ufficiale dell'Ordine dell'Impero Britannico nel 2003 poiché gli ricordava «secoli di brutalità perpetrata sui miei antenati». Nel 2004, una commissione istituita dalla Camera dei Comuni propose di cambiare il nome dell'onorificenza in "Ordine dell'Eccellenza Britannica" e di cambiare il rango di "Commendatore" in "Compagno", perché sentito eccessivamente militaresco. Tra le persone note che hanno declinato l'offerta a far parte dell'Ordine dell'Impero britannico vi è l'autore C. S. Lewis (1898–1963) che era stato iscritto nella lista dei nominati da Giorgio VI nel dicembre del 1951. Situazione simile si è verificata con David Bowie, nel 2000.
Tutti e quattro i membri dei Beatles furono insigniti dell'onorificenza di Membro nel 1965, e John Lennon disse al proposito: «Gran parte delle persone che fanno vanto di aver ricevuto il rango di Membro dell'Ordine dell'Impero Britannico sono persone che l'hanno ricevuto per il loro eroismo durante la guerra - per aver ucciso delle altre persone... Noi riceviamo la nostra onorificenza perché intratteniamo il pubblico. Penso che noi ce lo meritiamo di più». Successivamente, Lennon restituì l'onorificenza il 25 novembre 1969 nell'ambito delle proteste pacifiste di quell'anno. Altre critiche sono pervenute da quanti hanno ricevuto l'onorificenza esclusivamente per aver svolto il loro lavoro come ufficiali d'esercito, giudici o altre personalità che hanno semplicemente eseguito le loro funzioni senza atti di particolare rilievo. Chin Peng, per lungo tempo capo del Partito Comunista Malayano, venne nominato Ufficiale dell'Ordine dell'Impero Britannico per il suo ruolo contro i giapponesi nella Seconda guerra mondiale, in stretta cooperazione con il commando britannico Force 136. L'onorificenza venne ritirata dal governo britannico quando il capo comunista capeggiò una guerriglia contro gli inglesi.

## Personalità italiane insigniti dell'Ordine
Dalla sua istituzione, è stata consegnata l'onorificenza di appartenenza all'Ordine dell'Impero britannico alle seguenti personalità di cittadinanza italiana:
- Nicola Mancino, Honorary GBE nel 2000[28]
- Bruno Ferrante, Honorary KBE nel 2000[29]
- Francesco Rutelli, Honorary KBE nel 2000[29]
- Gabriele Albertini, Honorary KBE nel 2000[29]
- Giovanna Melandri, Honorary KBE nel 2000[29]
- Riccardo Muti, Honorary KBE nel 2000[29]
- Mario Arpino, Honorary KBE nel 2000[29]
- Paolo Peluffo, Honorary KBE nel 2000[29]
- Sergio Biraghi, Honorary KBE nel 2000[29]
- Sergio Mattarella, Honorary KBE nel 2000[29]
- Gianfranco Zola, Honorary OBE nel 2004[30]
- Salvatore Bordonali, Honorary OBE nel 2023[31]
- Ivan Birofio, Honorary OBE nel 2025[3]
- Gerardo Kaiser, Honorary MBE nel 2023[32]
- Antonio Millozzi, Honorary MBE nel 2013[33]